# Rābiʿa al-ʿAdawiyya
Rābiʿa al-ʿAdawiyya al-Qaysiyya, in arabo رابعة العدوية القيسية‎?, Rābiʿa al-ʿAdawiyya al-Qaysiyya o semplicemente Rābiʿa al-Baṣrī (Bassora, 713/717 – Bassora, 801), è stata una mistica araba musulmana, considerata la più famosa e venerata donna sufi.
La profonda influenza che esercitò sul sufismo le procurò l'appellativo onorifico di “madre del sufismo”. Con il suo sviluppo, il sufismo dette anche alle donne l'opportunità di elevarsi al rango di asceti, dal momento che nella vita spirituale non esiste disuguaglianza alcuna tra i sessi.
Fu un'autorità indiscussa fra i suoi contemporanei. Concepì il concetto di amore passionale per Allah, il quale diventa più vicino al devoto.

## Biografia
Quarta figlia di una famiglia molto povera (da cui il suo nome proprio, che significa "quarta"), secondo alcuni sarebbe stata una suonatrice di flauto (nay), quindi dai più bigotti considerata una peccatrice. Il poeta medievale ʿAṭṭār scrisse nel XIII secolo le Storie e detti di Rabi‘a, sottolineando la sua autorità tra i mistici e la sua santità. Nonostante ciò, quanto sappiamo di lei è semplice leggenda, quindi per lo più inattendibile, ma che dà comunque un'idea della sua personalità e della stima di cui godeva.
Secondo ʿAṭṭārʿ la sua vita fu segnata fin dall'inizio da eventi miracolosi. La notte della sua nascita non c'era una lampada in casa, né fasce in cui avvolgere la neonata. La madre chiese al marito di andare a chiedere petrolio per la lampada al loro vicino, ma egli aveva promesso a se stesso che non avrebbe mai chiesto aiuto a nessuno, quindi tornò a mani vuote. Si addormentò turbato per non aver provveduto alla figlia. Il profeta Muhammad gli apparve in sogno e gli disse: «Non dispiacerti poiché questa figlia appena nata è una grande santa, la cui intercessione sarà desiderata da settantamila persone della mia Umma». Aggiunse poi di mandare una lettera ad ʿĪsā Zadhan, emiro di Baṣra, «ricordagli che ogni notte è solito dedicarmi cento preghiere e quattrocento il venerdì, ma questo venerdì mi ha negletto e come penitenza dovrà darti quattrocento dīnār». Il padre di Rābiʿa si svegliò in lacrime e subito scrisse e mandò la lettera all'emiro, che dopo averla letta ordinò di dare quattrocento dīnār al povero padre e volle incontrarlo.
Divenne presto orfana, e la carestia costrinse le sue sorelle a separarsi. Mentre se ne andava errando senza meta, fu catturata da un mercante di schiavi che la vendette per poche monete (sei dirham) a un ricco signore che le impose lavori pesanti. Digiunava per tutto il giorno, dedicando la notte alla preghiera. La sua devozione per Dio era fortissima. Il suo padrone percepì la sua illuminazione vedendola pregare una notte, avvolta di luce. Trasalì vedendo quella luce meravigliosa e restò a pensare tutta la notte. La mattina dopo decise di liberarla affinché perseguisse il suo percorso spirituale. Rābiʿa allora si diresse nel profondo deserto dove iniziò la sua vita solitaria e ascetica.
La sua scelta dell'Assoluto era così totale da implicare perfino la verginità (cosa malvista dall'Islam). Rimase nubile nonostante le svariate richieste di matrimonio (tra cui quella di Muḥammad b. Sulaymān al-Hāshimī, emiro di Baṣra). Rābiʿa era già spiritualmente "sposata" con Dio, e a chi le chiedeva il motivo di tale celibato rispondeva: «Non ne ho il tempo». Dovendosi occupare della purezza della sua fede, delle opere da presentare a Dio, e della sua salvezza nel giorno della risurrezione, il matrimonio l'avrebbe semplicemente distratta da Dio.
Fu un simbolo di purezza ed ascetismo. Visse e portò alle estreme conseguenze l'esigenza di radicalità propria del Corano. Scelse volontariamente la povertà e l'abbracciò con fervore per tutta la vita. Si vergognava di chiedere qualcosa dei beni di questo mondo perché «questi non appartengono a nessuno, chi li ha in mano li ha soltanto in prestito». Confidava unicamente in Dio per il proprio sostentamento. Visse come reclusa, ma dalla sua misera capanna si diffuse dovunque il suo insegnamento. I sapienti del suo tempo si consideravano privilegiati di parlare con lei dei misteri di Dio. Nel suo rifugio si dedicò inoltre ad opere pietistiche. ʿAṭṭār racconta che una notte al-Hasan al-Basri e alcuni suoi compagni andarono da Rābiʿa. Non essendoci lampade, Rābiʿa si mise in bocca la punta delle dita e quando le trasse fuori queste irraggiarono luce fino all'alba.
Si dice che pregasse migliaia di volte al giorno e che dormisse pochissimo. «Pregava tutta la notte, e quando cominciava ad albeggiare faceva un breve sonno sul suo tappeto per la preghiera fino al sorgere dell'aurora».  Non ebbe alcun maestro spirituale, rivolgendosi direttamente a Dio. Rinunciò a tutti i beni del mondo e a qualunque desiderio, dedicando la sua intera vita alla devozione per Dio, al Suo servizio, alla Sua contemplazione e all'estasi: «Strappai dal mio cuore ogni attaccamento alle cose del mondo e distolsi il mio sguardo da ogni realtà mondana».
Affermava che perfino i desideri più puri fossero distrazione ed ostacolo, perché «Dio solo dev'essere cercato, e tutto ciò che non è Dio è mondo, è idolo e vano… L'amore per il creatore mi ha distolto dall'amore per le creature… La continenza nelle cose del mondo è riposo del corpo, il desiderarle procura afflizione e tristezza… L'Inviato di Dio ha detto che chi ama una cosa la ricorda di continuo, il ricordare il mondo mostra la vanità dei cuori. Se foste immersi in Chi è altro da esso non lo ricordereste». 
Considerava perfino la redazione dei libri di ʾaḥādīth come "cosa del mondo", e vanità la Kaʿba: “La Casa è un idolo adorato sulla terra, è pietra».
Anche l'amore per Maometto era da lei considerato una distrazione: «L'amore di Dio ha riempito il mio cuore a tal punto che non c'è restato posto per amare o detestare un altro»... «Il paradiso stesso non è nulla rispetto a Colui che lo abita… Il vicino prima della casa» (detto divenuto comune tra gli Arabi). Disse: «Io custodisco il cuore perché non permetto che esca nulla di ciò che è dentro di me né che entri nulla di ciò che è fuori». Le sue preghiere non erano finalizzate all'intercessione ma alla comunione con l'Amato, la Sua visione e la Sua conoscenza. Bramava l'incontro con Dio, l'unico desiderio e l'unica pena che le rimaneva e che l'assillava e la faceva disperare. Si dice che gemesse di continuo perché affetta da una malattia la cui unica medicina era la Sua visione. «Ciò che mi aiuta a sopportare questa malattia è la speranza di realizzare i miei desideri nell'aldilà». Affermava che Dio non dovesse essere adorato per timore di essere puniti o nella speranza di ottenere un riconoscimento ma per un amore fine a sé stesso. «Per la potenza tua, io non ti ho servito desiderando il tuo paradiso. Non è questo il fine a cui ho rivolto tutta la mia vita». Avrebbe voluto andare "in cielo, per gettare il fuoco nel paradiso e versare l'acqua nell'inferno", in modo che lo sguardo potesse rivolgersi soltanto a Dio "senza speranza né timore". Diceva che il pentimento poteva esserci solo se Dio concedeva prima il perdono "Tu ti pentirai se Dio ti perdona". 
La sua preoccupazione perenne era di conformarsi alla volontà di Dio in tutto ciò che capita, attraverso un totale annientamento di sé stessa. «Sono del mio Signore e vivo all'ombra dei suoi comandi. La mia persona non ha alcun valore».
Si dice iperbolicamente che restasse quarant'anni senza alzare la testa tanto si vergognava di fronte a Dio. Le fu chiesto "Donde sei venuta?" "Dall'altro mondo". "E dove sei diretta?" "All'altro mondo". "E cosa fai in questo mondo?" "Me ne prendo gioco. Mangio del suo pane e compio l'opera dell'altro mondo".
Morì ad ottant'anni. La sua morte fu semplicissima. Una tradizione riferisce che fu sepolta a Gerusalemme, sul Monte degli Ulivi, luogo privilegiato di sepoltura per i pii musulmani, e che la sua tomba divenne meta di devoti pellegrinaggi.